# Megastylidinae
Megastylidinae – podplemię roślin z rodziny storczykowatych (Orchidaceae). Obejmuje 6 rodzajów i 13 gatunków występujących w Australii i Oceanii.

## Systematyka
Podplemię sklasyfikowane do plemienia Diurideae z podrodziny storczykowych (Orchidoideae) w rodzinie storczykowatych (Orchidaceae), rząd szparagowce (Asparagales) w obrębie roślin jednoliściennych.
Wykaz rodzajów
- Achlydosa M.A.Clem. & D.L.Jones
- Burnettia Lindl.
- Leporella A.S. George
- Lyperanthus R. Br.
- Megastylis (Schltr.) Schltr.
- Pyrorchis D.L. Jones & M.A. Clem.
- Rimacola Rupp
- Waireia D.L.Jones, Molloy & M.A.Clem.